# كأس الكؤوس الأوروبية 1977–78
كأس الكؤوس الأوروبية 1977–78  هو الموسم 18 من  كأس الكؤوس الأوروبية. الذي يشرف على تنظيمه الاتحاد الأوروبي لكرة القدم، وكان عدد الأندية المشاركة فيه  33، وفاز فيه نادي رويال أندرلخت.

## نتائج الموسم
| المركز | فريق               | لعب | ف | ت | خ | له | عليه | ف.أ | نقاط | ملاحظة |
| ------ | ------------------ | --- | - | - | - | -- | ---- | --- | ---- | ------ |
|        | نادي رويال أندرلخت |     |   |   |   |    |      |     |      |        |